# 程颐
程頤（1033年—1107年），字正叔，世居中山，北宋河南伊川（今河南省洛陽市伊川縣）人，世稱伊川先生，北宋理學家、教育家，历官汝州团练推官、西京国子监教授。与其胞兄程颢共创“洛学”，人稱「二程」，为理学奠定了基础。後追封洛国公，配祀孔廟。程顥、程頤學術思想略有不同，程顥主張「明心見性」，重視「氣」，為學「力行」，影響了陸九淵。程頤主張「格物致知」，重視「理」，為學「窮理」，影響朱熹。

## 家庭
- 高祖父︰程羽
- 曾祖父︰程希振
- 曾祖母︰崔氏
- 祖父︰程遹
- 祖母︰張氏（理學家張載之姑）
- 父親︰程珦（張載表兄）
- 母親︰侯氏（侯道濟第二女，侯可姐姐[1]）
- 外祖父︰侯道濟
- 外祖母︰刁氏
- 外曾祖父︰侯嵩
- 外高祖父︰侯元
- 舅父︰侯可
- 舅母︰劉氏、劉氏，兩名劉氏是姐妹關係。[2]
- 表弟︰侯仲良
- 兒子︰程端輔、程端中、程端彥

## 生平

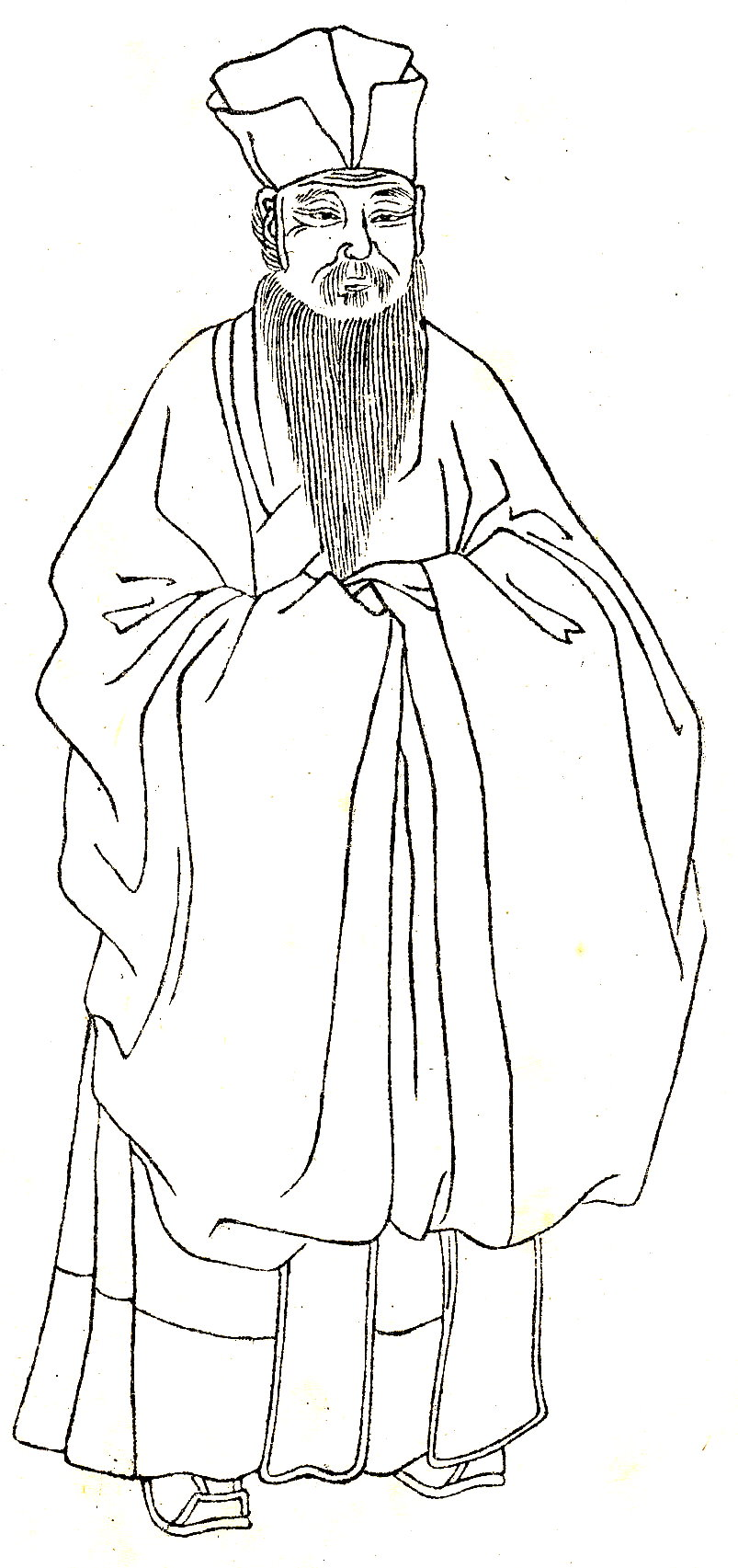
《晩笑堂竹荘畫傳》程颐像

其祖父任黄陂县令，卒于该县。父程珦年幼无力返乡，遂居于黄陂，后来还做了县尉。二程就是在其父任黄陂县尉时所生。程颐幼承家学熏陶，24岁时曾在京师（今河南开封繁塔之左）授徒讲学。宋神宗熙宁五年（1072年）偕兄于嵩阳讲学。元丰元年（1078年）知扶沟县，“设庠序，聚邑人子以教之”。元丰五年，文彦博将其鸣皋镇（今河南洛阳伊川县境）之庄园赠给程氏，乃自建伊皋书院，讲学其中几达20年。元祐元年（1086年）除秘书省校书郎，授崇政殿说书。
宋宁宗嘉定十三年（1220年），赐谥程颢为“纯”，程颐为“正”。理宗淳祐元年（1241年），又追封程颢为“河南伯”，程颐为“伊川伯”，并“从祀孔子庙庭”。元明宗至顺元年（1330年），诏加封程颢为“豫国公”，程颐为“洛国公”。

## 思想
程颐政治思想颇受父程珦的影响，推举其父反对王安石新法乃“独公一人”，又说其兄程颢对王安石之说，“意多不合，事出必论列”，极加称许。与其兄程颢教育思想基本一致，但學術思想略有不同。
程颐與程颢一样，主张教育目的在于培养圣人，“圣人之志，止欲老者安之，朋友信之，少者怀之”，圣人以天地为心，“一切涵容复载，但处之有道”，因此，教育必须以培养圣人为职志。在教育内容上，主张以伦理道德为其根本，“学者须先识仁。仁者蔼然与物同体，义、智、信，皆仁也。”
《宋史》称他“学本于诚，以《大学》、《论语》、《孟子》，《中庸》为指南，而达于‘六经’”。教育以德育为重，强调自我修养，其途径为格物致知。“致知则智识当自渐明”，致知乃在穷理，即尽天理。致知的办法是“格物”。“格，至也”，“格”是内感于物而识其理。“耳目能视听而不能远者，气有限耳，心则无远近也”，因此认识事物的关键乃在“心”。心“与天地合其德，与日月合其明，非在外也”，故致知重“内感”而不重外面事物。在学习方法上，强调求其意，“凡看文字，先须晓其文义，然后可求其意，未有文义不晓而见意者也”。另外，主张读书要思考，“不深思则不能造其学”。或曰：“学者亦有无思而得其乎？”其教育主张和思想对后世教育影响极大。
大程活潑自然，但小程嚴肅剛正，神聖不可侵犯，甚至不通人情，實為後世所見的「道學臉孔」。在婦女貞操方面，程頤認為：「……凡取以配身也，若取失節者以配身，是己失節也。」有人問程頤先生曰：「寡婦貧苦無依，能不能再嫁乎哉？」，程頤則提出「絕對不能，有些人怕凍死餓死，才用饑寒作為藉口，要知道，餓死事小，失節事大。」，作為衡量賢媛淑女的標準。朱熹（1130—1200）在〈與陳師中書〉也同意這樣的說法：「昔伊川先生嘗論此事，以為餓死事小，失節事大。自世俗觀之，誠為迂闊；然自知經識理之君子觀之，當有以知其不可易也。」主張婦女「從一而終」、壓抑「人欲」。
后人曾在他讲学之地设书院以为纪念，如河南嵩阳书院、伊川书院等。另外，全国各地亦有纪念他之书院，意在追踪继轨，以示其思想绵长。其著作被后人辑录为《河南二程全书》、《程颐文集》、《易传》和《经说》。

## 《易程傳》（《伊川易傳》）
北宋程颐（伊川先生）晚年著有《易程傳》書稿，又稱《伊川易傳》、《周易程氏傳》、《周易程傳》、《程氏易傳》。其中，將〈序卦傳〉內容分置於六十四卦的卦首，並有〈彖傳〉、〈象傳〉、〈文言傳〉的注解，但無〈繫辭傳〉、〈說卦傳〉、〈雜卦傳〉。

## 軼聞
- 一日講罷未退，宋哲宗趙煦偶折柳枝為戲，程頤即正色指諫：「方春發，不可無故摧折」，皇帝聽了很不高興。
- 司馬光過世了，剛結束明堂祭祀大典的群臣欲往弔喪，但程頤認為不合孔子「是日哭，則不歌」的規矩，阻止群臣去弔喪。有一人说：「孔子說當天哭了，則不唱歌，但沒有說唱歌了之後不能哭。」蘇軾嘲笑程頤說：「這是棄市枉死的叔孫通[6]制訂的禮。」（真正的叔孫通是漢朝的禮學大師，且沒有枉死，蘇軾意指程頤是腐儒）由此事起，蘇軾、程頤兩人結怨[7]。
- 蘇軾覺得程頤迂腐，常常開他玩笑，一次國家忌日，程頤要求群臣素食，蘇軾不但不願意，還要求秦觀、黃庭堅等人一起喫肉，完全不給程頤面子[8]。
- 《邵氏闻见后录》记载：“程叔微云：伊川闻诵晏叔原‘梦魂惯得无拘检，又踏杨花过谢桥’，笑曰：‘鬼语也。’意亦赏之。”

## 研究書目
- A.C. Graham（葛瑞漢）著，程德祥譯：《中國的兩位哲學家：二程兄弟的新儒學》（鄭州：大象出版社，2000）。
- 溫偉耀：《成聖之道——北宋二程修養工夫論之研究》（開封：河南大學出版社，2004）。
- 鍾彩鈞：〈《白虎通》與《伊川易傳》天人觀的比較 （页面存档备份，存于）〉。

## 外部連結
- 易程傳查詢 易經古籍交互查詢系統

| 北宋五子                           |
| ---------------------------------- |
| 周敦颐 · 邵雍 · 张载 · 程顥 · 程颐 |